# 阿蘇赤水温泉

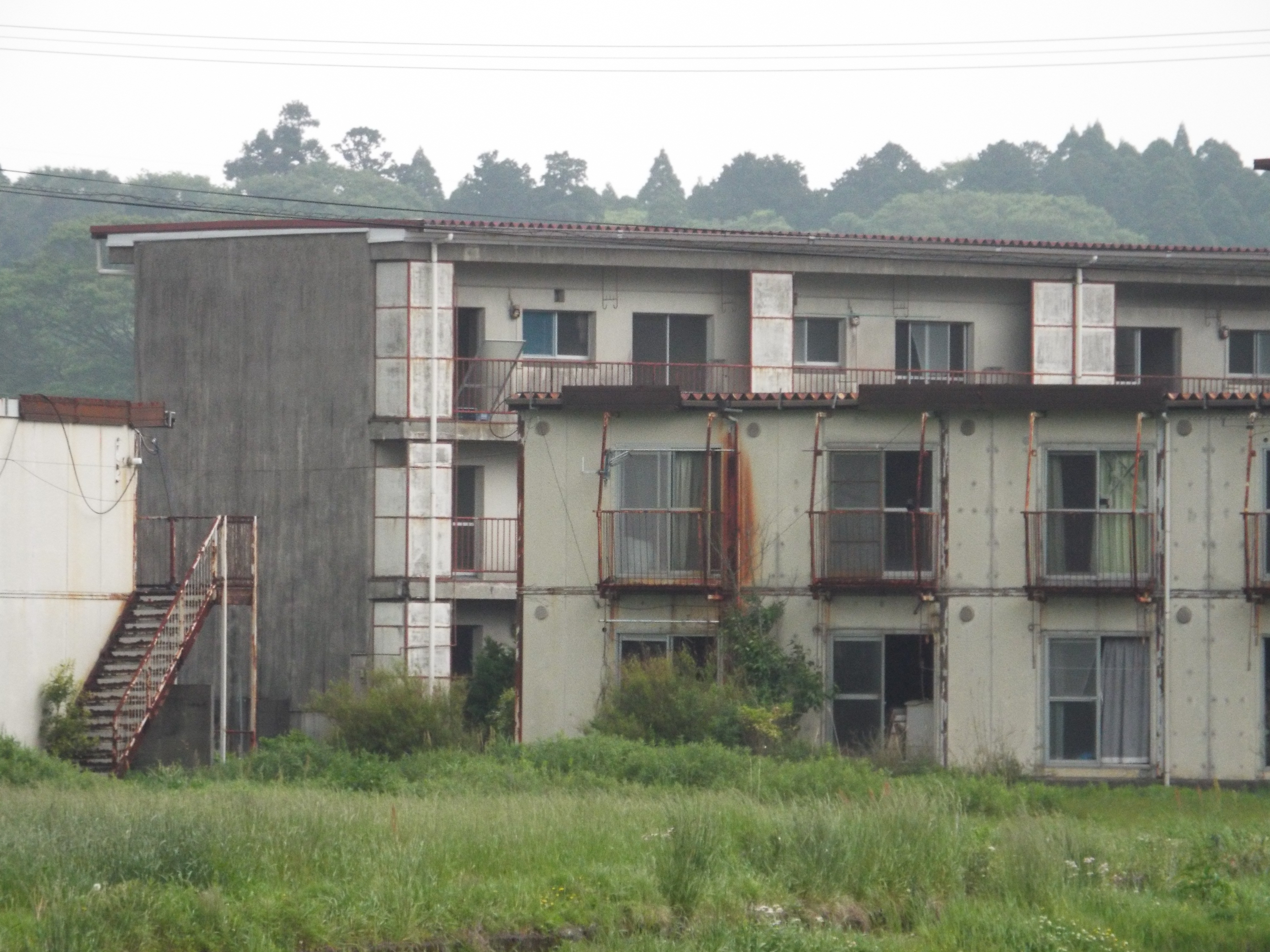
かつての阿蘇白雲山荘の社員寮、2016年

阿蘇赤水温泉（あそあかみずおんせん）は、熊本県阿蘇市（旧国肥後国）にある温泉。阿蘇温泉郷の一つ。阿蘇山の麓に位置する。

## 泉質
- 硫酸塩泉（旧泉質名表記 : 芒硝泉）

## 温泉地
温泉宿が一件存在するのみで娯楽的施設はほとんどない。

## アクセス
- 鉄道 : 豊肥本線赤水駅より徒歩約14分(1.1km)。
- 自家用車：九州自動車道熊本インターチェンジから25㎞